# 元旭
元旭（492年—554年10月3日），字显和，法名宝胜，河南郡洛阳县（今河南省洛阳市东）人，追尊魏景穆帝拓跋晃曾孙，城阳怀王元鸾之子，北魏宗室、官员。

## 生平
元旭虚年十二岁时以并州刺史、章武王元融府主簿为起家官，很快转任给事中、中书侍郎、散骑常侍、朱衣直阁。之后元旭出任使持节、镇东将军、南青州刺史，在永安二年七月己卯（529年7月26日）被封为襄城王，食邑一千户。元旭又出任三徐行台、徐州刺史。天平二年九月丁巳（535年10月25日），开府仪同三司、襄城王元旭出任司空。兴和元年（539年），魏孝静帝元善见诏令侍中司徒公孙腾、司空公襄城王元旭、兼尚书令司州牧西河王元悰、兼太常卿及宗正卿元孝友等人接受诏令举行礼仪，从高欢在晋阳的丞相住宅中迎娶高皇后。武定五年五月戊戌（547年6月5日），尚书右仆射、襄城王元旭出任太尉。武定五年六月乙酉（547年7月22日），魏孝静帝元善见在东堂为高欢办丧事高声号哭，诏令尚书右仆射、高阳王元斌兼任大鸿胪卿，前往晋阳监护丧事；太尉、襄城王元旭兼任尚书令，奉诏令前往慰问。武定六年三月癸巳（548年3月26日），太尉、襄城王元旭出任大司马。等到要禅让给齐文宣帝高洋时，元旭和司徒潘相乐、侍中张亮、黄门郎赵彦琛等人进入皇宫上奏。魏孝静帝在昭阳殿接见他们，元旭说：“五行交相运行，有始有终。齐王圣明的德行普照，万民归向敬仰。臣等冒死罪上奏，希望陛下仿效尧禅让给舜。”魏孝静帝严肃的回答说：“此事拖延已久，当恭谨逊位避让。”北齐接受禅让后，元旭爵位依例降低。天保五年八月乙亥（554年10月3日），仪同三司元旭因为犯罪被赐死，虚岁六十三。当年九月朔日葬于邺城城西外三里。

## 家庭

### 祖父
- 拓跋长寿，北魏城阳康王

### 父母
- 元鸾，北魏青州刺史、城阳怀王
- 河南乙氏，东宫中庶子乙延之女[15][16]

### 兄弟姐妹
- 元显俊
- 元显魏，北魏给事中、司徒掾
- 元显恭，北魏使持节、都督晋州建南汾三州诸军事、镇西将军、晋州刺史，兼尚书左仆射、西北道行台、平阳县子
- 元徽，北魏太保、大司马、宗师、录尚书事、城阳文献王
- 元虔，北魏通直散骑常侍、安东将军、银青光禄大夫、广都县开国伯
- 元氏，嫁给荥阳郑氏